# 霍京要塞

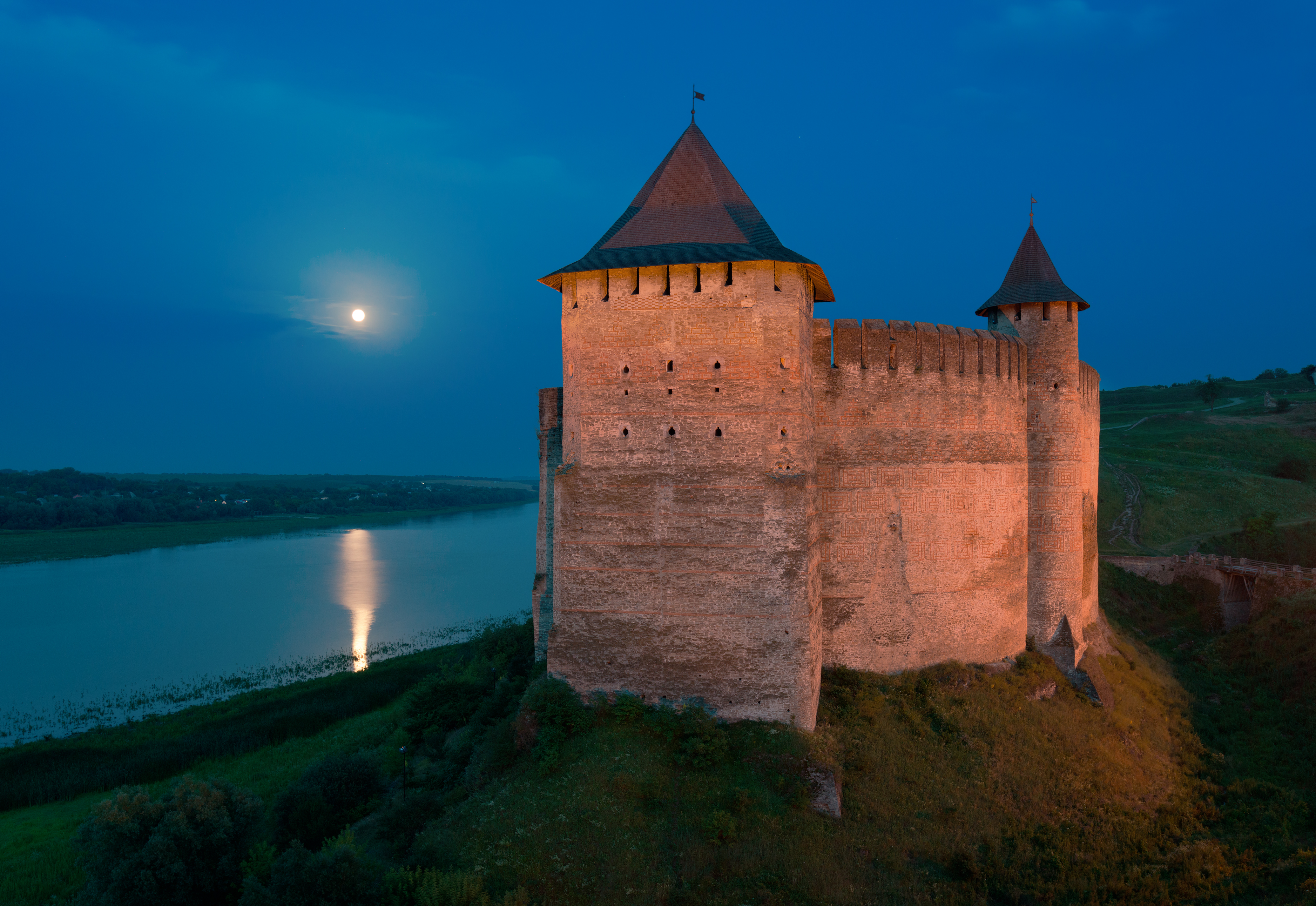
霍京要塞

48°31′19″N 26°29′54″E / 48.52194°N 26.49833°E
霍京要塞（羅馬化：Khotynska fortetsia）是位於烏克蘭西部切爾諾夫策州霍京德涅斯特河右岸的的一座要塞建築。霍京要塞始建於1325年，並在1380年代和1460年代進行大幅擴建。霍京要塞也是烏克蘭著名的大型旅遊景點之一。2007年，霍京要塞被選為烏克蘭七大奇蹟之一。